# Família a l'instant

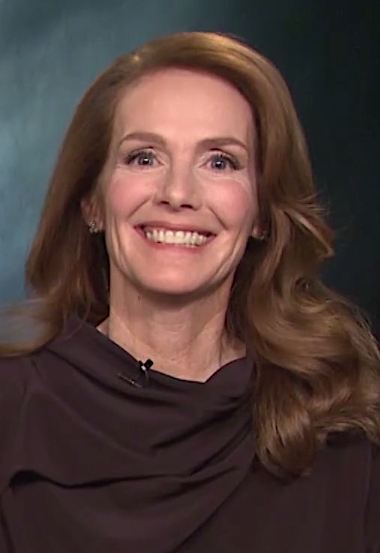
Fotografia de l'actriu Julie Hagerty, protagonista de la pel·lícula.

Família a l'instant (originalment en anglès, Instant Family) és una pel·lícula estatunidenca del 2018 dirigida per Sean Anders. S'ha doblat al català per TV3, que va emetre-la per primer cop el 2 de gener de 2021. També s'ha editat una versió en valencià per a À Punt.

## Sinopsi
L'emoció i l'alegria de convertir-se en pares arriba de sobte a la llar d'en Pete i l'Ellie, una jove parella que decideix compartir la seva felicitat i sumar a la família en Joan, la Lita i la Lizzy, tres nens que són germans, però també comencen molts conflictes, cops de porta, sopars accidentats, responsabilitats triples, però sobretot, una gran família.